# نیما فخرآرا
امیر نیما فخرآرا (انگلیسی: Nima Fakhrara؛ زادهٔ ۱۲ نوامبر ۱۹۸۳ در تهران) موسیقی‌دان ایرانی‌الاصل اهل لس آنجلس ایالات متحده آمریکا است.

## آثار (آهنگساز)
٢٠٢٢
• Lou - فیلم
۲۰۲۰
• Becky - فیلم
۲۰۱۹
- کریپتو - فیلم

۲۰۱۸
- دیترویت: بیکام هیومن —بازی ویدئویی به کارگردانی دیوید کیج

۲۰۱۶
- 1979 Revolution: Black Friday — بازی رایانه‌ای به کارگردانی نوید خوانساری
- I Am a Hero به کارگردانی Shinsuke Sato

۲۰۱۵
- Detective versus Detective (فصل ۱) (۱۱ اپیزود)
- رزیدنت ایول: افشاگری‌ها ۲ (به همراه Kohta Suzuki و Ichiro Komoto) — بازی رایانه‌ای به کارگردانی Yasuhiro Anpo

۲۰۱۴
- سیگنال (فیلم، ۲۰۱۴) به کارگردانی ویلیام اوبنک

۲۰۱۳
- Gatchaman به کارگردانی Toya
- Evolution به کارگردانی Asif Ahmad